# Beraba longicollis
Beraba longicollis là một loài bọ cánh cứng trong họ Cerambycidae.